# つくみ (掃海艇)
つくみ（ローマ字：JDS Tsukumi, MSC-611、YAS-66）は、海上自衛隊の掃海艇。かさど型掃海艇の8番艇。艇名は津久見島に由来する。

## 艦歴
「つくみ」は、第1次防衛力整備計画に基づく昭和33年度計画掃海艇311号艇として、日本鋼管鶴見造船所で1959年3月24日に起工され、1960年1月12日に進水、1960年4月27日に就役し、横須賀地方隊に編入された。同年5月1日、横須賀地方隊隷下に第34掃海隊が新編され「たたら」とともに編入。
1961年9月1日、第34掃海隊が、同日付で新編された第2掃海隊群に編入。
1973年3月31日、第34掃海隊が横須賀地方隊に編入。
1975年12月15日、特務船に種別変更され、船籍番号がYAS-66に変更。呉地方隊に編入され、呉警備隊所属の水中処分隊母艇となる。
1983年3月30日、除籍。